# Hildisvini

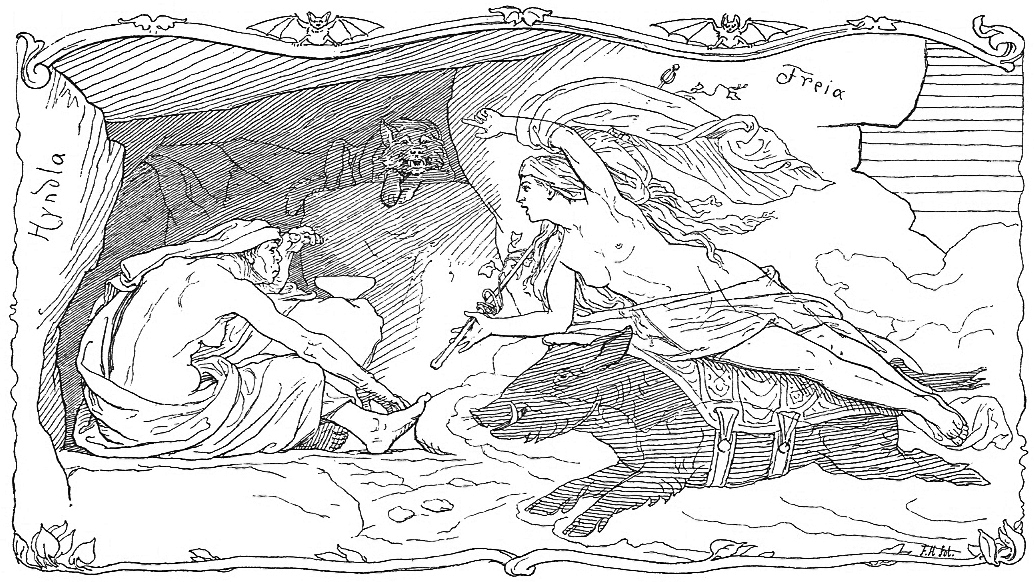
Freya reitet auf Hildisvini, um Hyndla aufzusuchen. Illustration von Lorenz Frølich, 1895.

Hildisvini, auch Hildiswini (altnordisch Hildisvíni „Kampfschwein“), ist in der nordischen Mythologie ein Eber, den die Göttin Freya als Reittier nutzt. Er hat goldene Borsten und wurde von den Zwergen Dain und Nabbi erschaffen. Von ihm berichtet nur das Hyndlalied, das Hyndlulióð. Dort wird auch angedeutet, dass Hildisvini lediglich die Ebergestalt des Helden Ottar sein könnte, mit dem Freya ein Verhältnis eingegangen ist.

## Quelle
| „Dulin ertu, Hyndla, draums ætlig þér, er þú qveðr ver minn í valsinni, þar er gǫltr glóar, gullinbursti, Hildisvíni, er mér hagir gørðo, dvergar tveir, Dáinn oc Nabbi.“ – Hyndluljóð 7 | „Töricht bist du, Hyndla, im Traum bist du, glaub ich, wenn du sagst, mein Mann sei auf dem Walweg, wo der Eber glänzt, der goldborstige, Hildiswini, den mir Kunstfertige schufen, zwei Zwerge, Dainn und Nabbi.“ |  |

## Forschung
Der Eber Freyas erinnert sehr an den Eber ihres Bruders Freyr namens Gullinborsti. Beiden steht ein Eber als Fortbewegungsmittel zur Verfügung, beide Tiere haben goldene Borsten und wurden von Zwergen geschaffen. Es scheint so, als habe der Dichter des Lieds Hyndlulióð Gullinborsti vor Augen gehabt, als er die Verse über Hildisvini verfasste.
Es ist wahrscheinlich, dass Hildisvini gar keine Gestalt der nordischen Volksmythologie war, sondern aus einer gelehrten Spekulation entstammt. In der nordischen Heldensage gab es nämlich einen fast gleich lautenden Helm namens Hildisvin, der dem Dichter des Hyndlulióð durchaus geläufig gewesen sein könnte, vielleicht sogar durch die Prosa-Edda, die noch vor seinem Lied entstand.  Der Name des Helms legt nahe, dass die Helmzier einen Eber darstellte. Den Helm trug laut der Prosa-Edda der norwegische König Áli im Kampf mit dem schwedischen König Aðils. Nach einer anderen, und wahrscheinlicheren Überlieferung des englischen Epos Beowulf war Áli (dort Onela) der Oheim (Mutterbruder) von Aðils (Endgils) und nicht norwegischer, sondern schwedischer König, bevor Aðils den Thron übernahm. Der Eberhelm verkörpert somit offenbar ein sakrales Symbol des schwedischen Königshauses, die sich als Nachfahren von Freyr verstanden, woraus sich ein enger Bezug zur Göttin Freya ergibt.
Dennoch ist es möglich, dass ein Eber als Tier der Freya angesehen wurde, da sie auch den Beinamen Sýr „Sau“ trug.
Der Held Ottar könnte auf eine historische Person zurückgehen, die im mittelalterlichen Norwegen am Königshof lebte.